# Al-Jamahiriya TV
Al Jamahiriya es un canal estatal de Libia que estaba bajo el régimen de Muamar al Gadafi, pero ahora es un canal independiente. Pertenecía a la Corporación de Radiodifusión de la Yamahiriya Árabe Libia, corporación que albergaba a canales de televisión y emisoras de radio estatales.

## Programación anterior
Se transmitía las actividades políticas y oficiales del gobierno de Libia, cobertura en vivo de sesiones de la Asamblea Popular, discursos del “Guía de la Revolución”, y lecturas del Libro verde, escrito por el líder libio, y publicado en 1975. 
El canal comenzaba en la mañana y terminaba en la noche mediante la lectura de versos del Corán y la difusión del himno nacional, antes de dar paso a la carta de ajuste y las emisiones de la radio nacional. En 1997 fue transmitido vía satélite al mundo árabe y Europa a través de los satélites Arabsat y Hot Bird. 
Durante la guerra civil libia, empezó a transmitir propaganda a favor del régimen, transmisiones en directo de la concentración, sus partidarios y los discursos del líder libio, el último de ellos fue transmitido en el canal el 20 de agosto del 2011.

## Incidente
El 22 de agosto de 2011, la estación fue tomada fuera del aire por los rebeldes del Consejo Nacional de Transición, que habían entrado en Trípoli el día anterior. Después de varios intentos fallidos para que vuelva después de la guerra por los partidarios del antiguo régimen, el canal finalmente apareció de nuevo con una nueva forma en 2014 y ahora se está transmitiendo en Nilesat.

## Programación Actual
Tras la caída de régimen, su programación consiste en vídeos o música extraídos de Youtube en homenaje a Muamar al Gadafi y la Gran Yamahiriya Árabe Libia Popular Socialista, análisis políticos de Libia, noticias actuales, documentales del régimen anterior y lecturas del Corán.